# Rubén Glaria
Rubén Glaria (10 de março de 1948) é um ex-futebolista argentino que competiu na Copa do Mundo FIFA de 1974.